# I dannati di Jiabiangou
I dannati di Jiabiangou (Jiabiangou) è un film del 2010 diretto da Wang Bing.
È stato presentato alla 67ª Mostra internazionale d'arte cinematografica di Venezia.

## Trama
Ambientato nella Cina degli anni '50 il film mostra le condizioni disumane alle quali vengono sottoposti un gruppo di prigionieri politici e non solo, in un campo di lavoro comunista situato nel Deserto del Gobi; le cause dell'imprigionamento verranno presto scoperte e in molti casi si realizzerà non esserci mai stato alcun motivo concreto. Seguiranno una serie di eventi volti a mostrare le atrocità che i detenuti sono costretti a subìre, in un contesto decisamente privo di speranza e senza ormai nessuna forma di umanità rimasta, se non quella di una donna alla ricerca del cadavere del proprio marito.